# Welle (Wehrmacht)
In de Duitse Wehrmacht werden voor en tijdens de Tweede Wereldoorlog infanteriedivisies opgericht als onderdeel van een aangewezen Aufstellungswelle (oprichtingsgolf) of Welle (Welle).

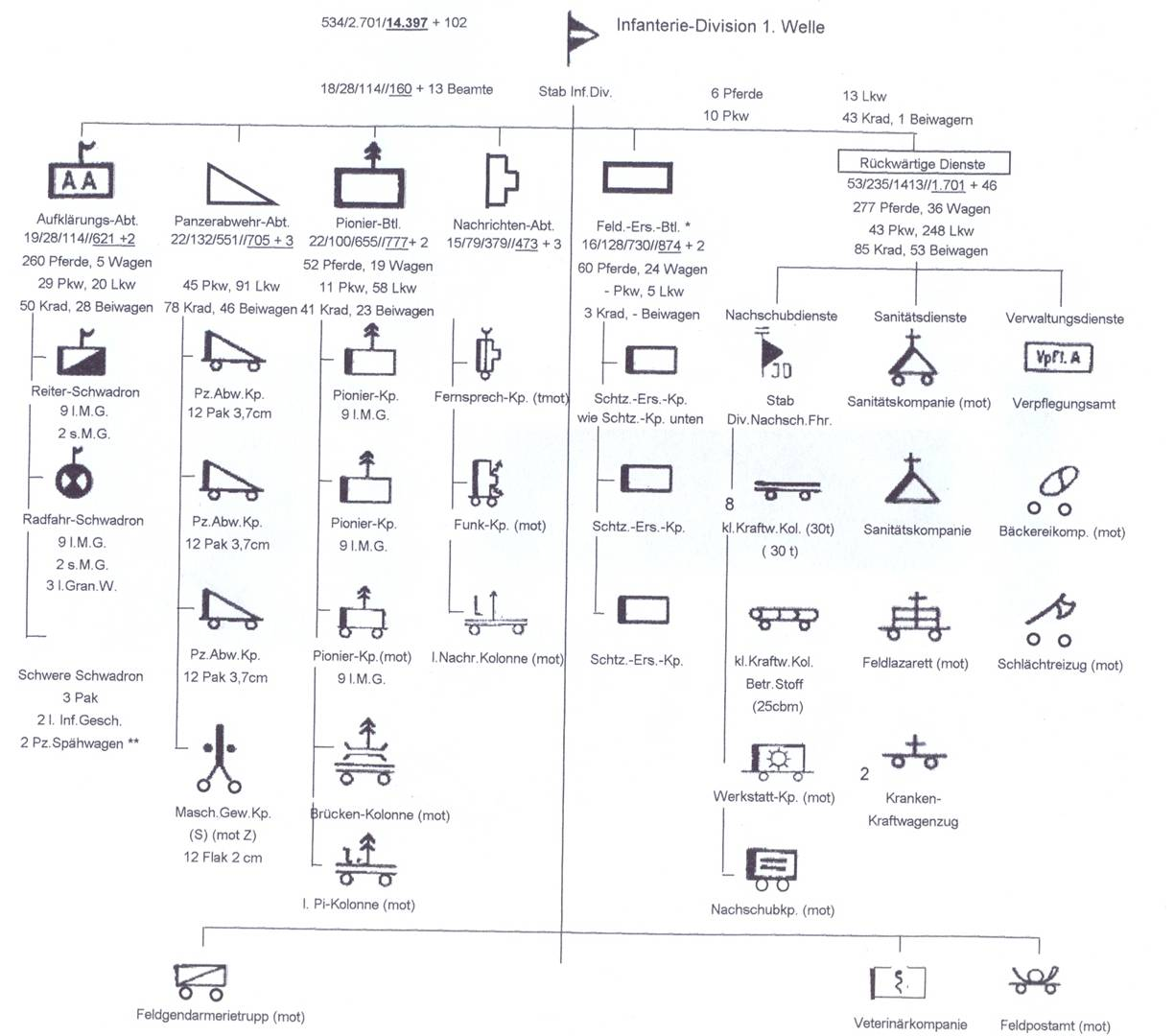
Organisatie van een Infanteriedivisie uit de 1e Welle van de Wehrmacht

Het Aufstellungswelle-systeem werd eind 1938 door de Wehrmacht in gebruik genomen. Eenheden in vredestijd vormden de eerste Welle, en 34 andere golven volgden met als laatste de 35e Welle in april 1945. Verschillende soorten divisies werden volgens een  Aufstellungswelle georganiseerd, waaronder infanterie-, veiligheids- (Sicherungs) en schaduw- (Schatten) en (Volks)grenadierdivisies.

## Achtergrond
Het mobilisatiemodel voor de actieve- en reservetroepen van de Wehrmacht in meerdere Wellen werd voor het eerst geactiveerd in het jaarlijkse mobilisatieplan van 8 december 1938. Het systeem kende aanvankelijk vier Wellen, waarvan de eerste het leger in vredestijd zou vormen en de andere drie zouden worden opgericht als voorbereiding van de invasie van Polen. De 1e Welle (het leger in vredestijd) bestond uit divisies met rangtelwoorden van één tot en met 50. De 2e Welle, reservisten die hun verplichte opleiding hadden afgerond, bestond uit divisies met de nummers 51 tot en met 100. De 3e Welle, genummerd van 201 tot en met 250, zou bestaan uit reservisten met een minder training dan die van de 2e Welle, die vanwege hun leeftijd (geboren tussen 1901 en 1913) een opfriscursus nodig zouden hebben. De 4e Welle, genummerd van 251 tot 300, zou worden gevormd uit trainingseenheden in Duitsland. De 1e Welle zou volledig operationeel zijn op de tweede dag van de mobilisatie, de 2e Welle op de derde dag, de 3e Welle op de zesde dag en de 4e Welle op de zevende dag.

## Wellen

### Voor de Tweede Wereldoorlog

#### 1e Welle
De divisies van de 1e Aufstellungswelle waren die welke bestonden uit de 104 infanterieregimenten die al vóór 1 september 1939 waren opgericht (Infanterieregiment 97 werd na mobilisatie toegevoegd aan de 46e Infanteriedivisie, waardoor het regimentsaantal van de eerste Welle op 105 kwam). Tot die van de eerste Welle worden 35 divisies gerekend, waaronder de meeste van de 36 laagst genummerde divisies. De enige uitzonderingen zijn de 2e Infanteriedivisie, de 13e Infanteriedivisie, de 20e Infanteriedivisie en de 29e Infanteriedivisie. Deze vier divisies waren gemotoriseerd en deel van de gepantserde formaties, en werden dienovereenkomstig anders behandeld dan de rest van de infanteriedivisies in vredestijd.
Het was de bedoeling dat de divisies zouden worden bemand door 518 officieren, 102 beambten, 2.573 onderofficieren en 13.667 soldaten, met een totaal van 16.860 man. De uitrusting omvatte 3.681 pistolen, 12.609 geweren, 535 machinegeweren, 26 infanteriekanonnen, 75 antitankkanonnen, 48 artilleriestukken, 530 motorfietsen, 394 auto's, 536 vrachtwagens en 5.375 paarden. Een 1e Welle infanteriedivisie was georganiseerd in drie infanterieregimenten, elk bestaande uit drie bataljons. Elk bataljon bestond uit drie geweercompagnieën met aanvankelijk elk negen lichte en twee zware machinegeweren (later vervangen door elk twaalf lichte machinegeweren en drie lichte granaatwerpers). Elk bataljon bevatte ook een machinegeweercompagnie met acht zware machinegeweren, later opgewaardeerd tot twaalf. Het beschikte ook over een compagnie infanteriekanonnen met twee zware en zes lichte infanteriekanonnen, en een antitankcompagnie met twaalf PaK's.
De volgende 35 divisies maakten deel uit van de 1e Welle:
- 1e Infanteriedivisie
- 3e Infanteriedivisie
- 4e Infanteriedivisie
- 5e Infanteriedivisie
- 6e Infanteriedivisie
- 7e Infanteriedivisie
- 8e Infanteriedivisie
- 9e Infanteriedivisie
- 10e Infanteriedivisie
- 11e Infanteriedivisie
- 12e Infanteriedivisie
- 14e Infanteriedivisie
- 15e Infanteriedivisie
- 16e Infanteriedivisie
- 17e Infanteriedivisie
- 18e Infanteriedivisie
- 19e Infanteriedivisie
- 21e Infanteriedivisie
- 22e Infanteriedivisie
- 23e Infanteriedivisie
- 24e Infanteriedivisie
- 25e Infanteriedivisie
- 26e Infanteriedivisie
- 27e Infanteriedivisie
- 28e Infanteriedivisie
- 30e Infanteriedivisie
- 31e Infanteriedivisie
- 32e Infanteriedivisie
- 33e Infanteriedivisie
- 34e Infanteriedivisie
- 35e Infanteriedivisie
- 36e Infanteriedivisie
- 44e Infanteriedivisie
- 45e Infanteriedivisie
- 46e Infanteriedivisie

### 1939 (voor de invasie van Polen)

#### 2e Welle
Eenheden van de 2e Aufstellungswelle behoorden tot de drie golven die in 1939 werden gemobiliseerd vóór de invasie van Polen op 1 september van dat jaar. De divisies van de 2e Welle waren met minstens 1.000 tot 2.000 man kleiner dan die van de eerste Welle. Een 2e Welledivisie bestond uit 491 officieren, 98 beambten, 2.273 onderofficieren en 12.411 soldaten. De uitrusting omvatte 3.801 pistolen, 10.828 geweren, 459 machinegeweren, 26 infanteriekanonnen, 75 antitankkanonnen, 48 artilleriestukken, 597 motorfietsen, 393 auto's, 509 vrachtwagens en 5.854 paarden.
Zestien divisies met elk drie regimenten maakten deel uit van de 2e Welle, met een totaal van 48 regimenten.
Infanteriedivisies van de 2e Welle:
- 52e Infanteriedivisie
- 56e Infanteriedivisie
- 57e Infanteriedivisie
- 58e Infanteriedivisie
- 61e Infanteriedivisie
- 62e Infanteriedivisie
- 68e Infanteriedivisie
- 69e Infanteriedivisie
- 71e Infanteriedivisie
- 73e Infanteriedivisie
- 75e Infanteriedivisie
- 76e Infanteriedivisie
- 78e Infanteriedivisie
- 79e Infanteriedivisie
- 86e Infanteriedivisie
- 87e Infanteriedivisie

#### 3e Welle
Eenheden van de 3e Aufstellungswelle maakten deel uit van de drie Wellen die vóór de invasie van Polen waren ontstaan. De divisies van de 3e Welle waren groter dan die van de eerste Welle, meestal met ongeveer 600 man. Het verschil was kleiner dan bedoeld: de vereiste sterkte van een 3e Welledivisie omvatte 578 officieren, 94 beambten, 2.722 onderofficieren en 14.507 soldaten (vergeleken met 16.860 voor een 1e Welledivisie). De 3e Welle divisies waren bewapend met 4.640 pistolen, 11.423 geweren, 709 machinegeweren, 26 infanteriekanonnen, 75 antitankkanonnen, 48 artilleriestukken, 425 motorfietsen, 330 auto's, 248 vrachtwagens en 6.033 paarden. Hoewel een divisie van de 3e Welle meer manschappen had, was het aantal motorfietsen, auto's en vrachtwagens lager dan dat van een divisie van de 1e Welle. Divisies van de 3e Welle, waarvan er vele tussen september 1939 en de zomer van 1940 onder Heeresgruppe C werden ingezet in defensieve rollen tegen Frankrijk, werden door de legergroep commandant Wilhelm Ritter von Leeb als onvoldoende getraind beschouwd. Hij rapporteerde aan Franz Halder) op 3 oktober 1939 dat divisies van de 3e Welle naar zijn mening alleen geschikt waren voor relatief rustige omstandigheden.
De 3e Welle bestond uit tweeëntwintig infanteriedivisies: 
- 205e Infanteriedivisie
- 206e Infanteriedivisie
- 207e Infanteriedivisie
- 208e Infanteriedivisie
- 209e Infanteriedivisie
- 211e Infanteriedivisie
- 212e Infanteriedivisie
- 213e Infanteriedivisie
- 214e Infanteriedivisie
- 215e Infanteriedivisie
- 216e Infanteriedivisie
- 217e Infanteriedivisie
- 218e Infanteriedivisie
- 221e Infanteriedivisie
- 223e Infanteriedivisie
- 225e Infanteriedivisie
- 227e Infanteriedivisie
- 228e Infanteriedivisie
- 231e Infanteriedivisie
- 239e Infanteriedivisie
- 246e Infanteriedivisie
- 311e Infanteriedivisie

#### 4e Welle
Eenheden van de 4e Aufstellungswelle behoorden tot de drie golven die vóór de invasie van Polen waren ontstaan. De divisies van de 4e Welle waren met minstens 1.000 tot 2.000 man kleiner dan die van de 1e Welle.  De nominale sterkte van elke divisie bedroeg 491 officieren, 99 beambten, 2.165 onderofficieren en 12.264 soldaten. Ze waren uitgerust met 3.639 pistolen, 10.807 geweren, 457 machinegeweren, 20 infanteriekanonnen, 75 antitankkanonnen, 48 artilleriestukken, 529 motorfietsen, 359 auto's, 536 vrachtwagens en 4.077 paarden. Von Leeb rapporteerde op 3 oktober 1939 aan Halder dat de divisies van de 4e Welle, naar zijn mening, alleen geschikt waren voor gevechten als ze aanvullende defensieve training kregen.
De vierde Welle bestond uit veertien infanteriedivisies:
- 251e Infanteriedivisie
- 252e Infanteriedivisie
- 253e Infanteriedivisie
- 254e Infanteriedivisie
- 255e Infanteriedivisie
- 256e Infanteriedivisie
- 257e Infanteriedivisie
- 258e Infanteriedivisie
- 260e Infanteriedivisie
- 262e Infanteriedivisie
- 263e Infanteriedivisie
- 267e Infanteriedivisie
- 268e Infanteriedivisie
- 269e Infanteriedivisie

### 1939 (na de invasie van Polen)

#### 5e Welle
De 5e Aufstellungswelle was de eerste Welle van eenheden die na het begin van de Tweede Wereldoorlog in Europa werden opgericht. Deze divisies lieten de infanteriekanonnen van de 13e compagnieën van hun infanterieregimenten vervangen door mortieren, en hun 14e compagnieën waren bewapend met door paarden getrokken antitankkanonnen. De eenheden van de 5e Welle vervingen hun verkenningsdetachementen door fietscompagnieën. In tegenstelling tot de eerste vier Wellen (die bewapend waren met in Duitsland geproduceerd materieel), werden de wapens van de 5e Welle eenheden uit Tsjechoslowakije gehaald, dat Duitsland tussen 1938 en 1939 geannexeerd had.
Het idee om vijf extra divisies op te richten was al vóór het uitbreken van de oorlog overwogen en werd op 8 september 1939 bevolen. De regimentscommandanten werden op 25 september benoemd en de deadline voor de gevechtsgereedheid van de divisies werd op 1 november gesteld. Ervaren officieren en onderofficieren waren niet alleen afkomstig van de Infanterieschool Döberitz, maar ook van de twee legergroepen die actief waren geweest bij de invasie van Polen (Heeresgruppe Nord en Süd).
De 5e Welle bestond uit vijf infanteriedivisies: 
- 93e Infanteriedivisie
- 94e Infanteriedivisie
- 95e Infanteriedivisie
- 96e Infanteriedivisie
- 98e Infanteriedivisie

De 93e en 94e Infanteriedivisies werden bemand met ervaren commandanten afkomstig uit Heeresgruppe Nord, terwijl de commandanten in de 95e, 96e en 98e Infanteriedivisies werden gehaald uit Heeresgruppe Süd. De manschappen waren oudere Duitse mannen die aanvankelijk te oud waren bevonden voor de dienstplicht.

#### 6e Welle
In de eenheden van de 6e Aufstellungswelle, samengesteld op 14 november 1939, werden de 13e compagnieën van de infanterieregimenten niet gebruikt. De antitank- en de verkenningsdetachementen vormden elk één compagnie. Net als de eenheden van de 5e Welle was de 6e Welle bewapend met Tsjecho-Slowaaks materieel. De oprichting was op 1 december 1939 voltooid en op 10 februari 1940 was de gevechtsgereedheid bereikt.
De 6e Welle bestond uit vier infanteriedivisies: 
- 81e Infanteriedivisie
- 82e Infanteriedivisie
- 83e Infanteriedivisie
- 88e Infanteriedivisie

#### 7e Welle
In de 7e Aufstellungswelle-eenheden werden de antitankdetachementen ondersteund door een fietscompagnie. Ze waren bewapend met Duits materieel, in plaats van met het Tsjechoslowaakse materieel van de 5e en 6e Welle.
De 7e Welle bestond uit veertien infanteriedivisies:
- 161e Infanteriedivisie
- 162e Infanteriedivisie
- 163e Infanteriedivisie
- 164e Infanteriedivisie
- 167e Infanteriedivisie
- 168e Infanteriedivisie
- 169e Infanteriedivisie
- 170e Infanteriedivisie
- 181e Infanteriedivisie
- 183e Infanteriedivisie
- 196e Infanteriedivisie
- 197e Infanteriedivisie
- 198e Infanteriedivisie
- 199e Infanteriedivisie

### 1940

#### 8e Welle
De eenheden van de 8e Aufstellungswelle (organisatorisch identiek aan die van de 7e Welle) werden samengesteld in februari 1940, toen de Wehrmacht zich voorbereidde op de Slag om Frankrijk.
De achtste Welle bestond uit de:
- 290e Infanteriedivisie
- 291e Infanteriedivisie
- 292e Infanteriedivisie
- 293e Infanteriedivisie
- 293e Infanteriedivisie
- 295e Infanteriedivisie
- 296e Infanteriedivisie
- 297e Infanteriedivisie
- 298e Infanteriedivisie
- 299e Infanteriedivisie

#### 9e Welle
Gewapend met drie infanterieregimenten, een infanteriekanon compagnie, een geniecompagnie en een inlichtingencompagnie, een artilleriebatterij en een fietspeloton, werden de eenheden van de 9e Aufstellungswelle opgericht ter voorbereiding op de aanval op Frankrijk in februari en maart 1940.
De 9e Welle bestond uit negen infanteriedivisies: 
- 351e Infanteriedivisie
- 358e Infanteriedivisie
- 365e Infanteriedivisie
- 372e Infanteriedivisie
- 379e Infanteriedivisie
- 386e Infanteriedivisie
- 393e Infanteriedivisie
- 395e Infanteriedivisie
- 399e Infanteriedivisie

#### 10e Welle
De eenheden van de 10e Aufstellungswelle hebben nooit dienst gezien; ze werden gemobiliseerd in afwachting van een langdurige oorlog in Frankrijk, en de eenheden werden tijdens de inzet ontbonden.
De 10e Welle bestond uit negen infanteriedivisies: 
- 270e Infanteriedivisie
- 271e Infanteriedivisie
- 272e Infanteriedivisie
- 273e Infanteriedivisie
- 276e Infanteriedivisie
- 277e Infanteriedivisie
- 278e Infanteriedivisie
- 279e Infanteriedivisie
- 280e Infanteriedivisie

#### 11e Welle
Gewapend met buitgemaakt Frans materieel werden in oktober 1940 de eenheden van de 11e Aufstellungswelle gevormd.
De Welle bestond uit tien infanteriedivisies:
- 121e Infanteriedivisie
- 122e Infanteriedivisie
- 123e Infanteriedivisie
- 125e Infanteriedivisie
- 126e Infanteriedivisie
- 129e Infanteriedivisie
- 131e Infanteriedivisie
- 132e Infanteriedivisie
- 134e Infanteriedivisie
- 137e Infanteriedivisie

#### 12e Welle
Uitgerust met Frans materieel in november 1940 was de 12e Aufstellungswelle vergelijkbaar met zijn voorganger.
De 12e Welle bestond uit negen infanteriedivisies:
- 97e Infanteriedivisie
- 99e Infanteriedivisie
- 100e Infanteriedivisie
- 101e Infanteriedivisie
- 102e Infanteriedivisie
- 106e Infanteriedivisie
- 110e Infanteriedivisie
- 111e Infanteriedivisie
- 112e Infanteriedivisie

#### 13e Welle
De 13e Aufstellungswelle van november-december 1940, bedoeld als bezettingsmacht van gebieden in het westen in waren genomen, bestond uit divisies waarvan de infanterieregimenten niet waren uitgerust met infanteriegeschut of antitankcompagnieën, geen verkennings- of inlichtingendetachementen hadden, en over kleinere artillerie- en antitankcompagnieën beschikten. Ze waren uitgerust met buitgemaakt Frans materieel.
De 13e Welle bestond uit negen infanteriedivisies: 
- 302e Infanteriedivisie
- 304e Infanteriedivisie
- 305e Infanteriedivisie
- 306e Infanteriedivisie
- 319e Infanteriedivisie
- 320e Infanteriedivisie
- 321e Infanteriedivisie
- 323e Infanteriedivisie
- 327e Infanteriedivisie

#### 14e Welle
De laatste mobilisatie van 1940, de 14e Aufstellungswelle, werd opgericht in november en december van dat jaar en was vergelijkbaar met zijn voorganger.
De 14e Welle bestond uit acht infanteriedivisies: 
- 332e Infanteriedivisie
- 333e Infanteriedivisie
- 335e Infanteriedivisie
- 336e Infanteriedivisie
- 337e Infanteriedivisie
- 339e Infanteriedivisie
- 340e Infanteriedivisie
- 342e Infanteriedivisie

### 1941

#### 15e Welle
De divisies van de 15e Aufstellungswelle begonnen zich in april 1941 te verzamelen als bezettingsmacht voor op de Balkan, waar de Duitsers onlangs Joegoslavië en Griekenland waren binnengevallen. De divisies, met twee infanterieregimenten, waren zwakker dan van de voorgaande Wellen. Hun regimenten hadden geen compagnieën infanteriekanonnen en antitankartillerie, en hun bataljons hadden geen compagnieën met zware machinegeweren.  De divisies geraakten in aanzienlijke gevechten met de Joegoslavische partizanen. De dertig regimenten die nodig waren voor de vijftien divisies werden opgericht in overeenstemming met een bevel van 13 april 1941, waarbij uit elk militair district (Wehrkreis) twee regimenten werden samengesteld. De 702e en 704e Divisies waren op 1 mei 1941 gereed en de overige divisies twee weken later.  
De Welle bestond uit 15 infanteriedivisies: 
- 702e Infanteriedivisie
- 704e Infanteriedivisie
- 707e Infanteriedivisie
- 708e Infanteriedivisie
- 709e Infanteriedivisie
- 710e Infanteriedivisie
- 711e Infanteriedivisie
- 712e Infanteriedivisie
- 713e Infanteriedivisie
- 714e Infanteriedivisie
- 715e Infanteriedivisie
- 716e Infanteriedivisie
- 717e Infanteriedivisie
- 718e Infanteriedivisie
- 719e Infanteriedivisie

#### 16e Welle
Met vier brigades was de 16e Aufstellungswelle (samengesteld in juni 1941, net voor de Duitse invasie van de Sovjet-Unie) de kleinste inzetWelle. De brigades, bestaande uit de 201e tot en met de 204e Beveiligingsbrigades, werden in de zomer van 1942 samengevoegd tot de 201e en 203e Beveiligingsdivisie.
- 201e Beveiligingsdivisie
- 203e Beveiligingsdivisie

#### 17e Welle
De 17e Aufstellungswelle was de eerste mobilisatie-Welle tijdens de Duits-Sovjetoorlog en werd in december 1941 samengesteld. De divisie waren bestemd voor inzet aan het oostfront. Het waren zogenaamde Walküre eenheden vanuit het Ersatzheer en waren samengesteld uit trainingspersoneel en genezen soldaten.
Deze 17e Welle bestond uit vier infanteriedivisies: 
- 328e Infanteriedivisie
- 329e Infanteriedivisie
- 330e Infanteriedivisie
- 331e Infanteriedivisie

#### 18e Welle
De eenheden van de 18e Aufstellungswelle, die tegelijkertijd met de 17e Welle waren samengesteld, misten een zwaar artillerie-detachement en hadden elk slechts één geniecompagnie. Ook deze waren bestemd voor inzet aan het oostfront en werden daar al na korte training heen gestuurd. De gemiddelde leeftijd was 27 jaar.
De Welle bestond uit vijf infanteriedivisies: 
- 383e Infanteriedivisie
- 384e Infanteriedivisie
- 385e Infanteriedivisie
- 387e Infanteriedivisie
- 389e Infanteriedivisie

### 1942

#### 19e Welle
De 19e Aufstellungswelle, opgericht in maart en april 1942 onder de Oberbefehlshaber West voor inzet in Frankrijk, als uitwiiseling tegen divisies die vandaar naar het oostfront werden getransporteerd. Ze bestonden uit drie regimenten en een artillerieregiment.
Deze Welle bestond uit vier infanteriedivisies: 
- 370e Infanteriedivisie
- 371e Infanteriedivisie
- 376e Infanteriedivisie
- 377e Infanteriedivisie

#### 20e Welle
De 20e Aufstellungswelle werd opgericht in juli 1942 en waren Walküre eenheden vanuit het Ersatzheer. Ze waren bedoeld om aan de Franse Kanaalkust te worden ingezet.
De Welle bestond uit drie infanteriedivisies: 
- 38e Infanteriedivisie
- 39e Infanteriedivisie
- 65e Infanteriedivisie

### 1943

#### 21e Welle
De 21e Aufstellungswelle werd opgericht in oktober 1943. De divisies beschikten i.p.v. een Panzer-Jäger-Abteilung nu over een Sturmgeschützabteilung. Ze werden niet opgericht op de Duitse Oefenterreinen, maar in bezet gebied in Frankrijk, Generalgouvernement, Denemarken, Italië en Kroatië.
De Welle bestond uit acht infanteriedivisies:
- 349e Infanteriedivisie
- 352e Infanteriedivisie
- 353e Infanteriedivisie
- 357e Infanteriedivisie
- 359e Infanteriedivisie
- 361e Infanteriedivisie
- 362e Infanteriedivisie
- 367e Infanteriedivisie

#### 22e Welle
De 22e Aufstellungswelle werd opgericht in december 1943 uit Vervangingsbataljons van het Ersatzheer, in Frankijk (op een na). 
De 22e Welle bestond uit zes infanteriedivisies:
- 271e Infanteriedivisie
- 272e Infanteriedivisie
- 275e Infanteriedivisie
- 276e Infanteriedivisie
- 277e Infanteriedivisie
- 278e Infanteriedivisie

#### 23e Welle
De 23e Aufstellungswelle, de laatste Welle van 1943, werd opgericht van december 1943 tot januari 1944 en waren geen gevechtsdivisies.
De Welle bestond uit vier divisies: 
- 388e Beveiligingsdivisie
- 390e Beveiligingsdivisie
- 391e Beveiligingsdivisie
- 52e Veldtrainingsdivisie

### 1944

#### 24e Welle
Als resultaat van de recente verliezen geleden door de Wehrmacht, was de 24e Aufstellungswelle de eerste die zogenaamde Schatten-divisies (schaduwdivisies) omvatte. Schattendivisies werden getraind "in de schaduw" van reguliere divisies, en werden als versterking ingezet als de oorspronkelijke divisie verliezen leed. Dergelijke divisies werden doorgaans vernoemd naar hun locatie, meestal hun oefenterrein. De Welle ontstond in januari 1944. Ze bestond uit vier infanterieschaduwdivisies: 
- Schattendivisie Mielau
- Schattendivisie Wahn
- Schattendivisie Milowitz
- Schattendivisie Demba

#### 25e Welle
De 25e Aufstellungswelle, opgericht tegelijk met de Schattendivisies van de 24e Welle, kwamen uit Grenadierregimenten van het Ersatzheer. Ze werden niet opgericht op de Duitse Oefenterreinen, maar in bezet gebied in Frankrijk, Noorwegen en Italië.
De 25e Welle bestond uit zes reguliere infanteriedivisies: 
- 77e Infanteriedivisie
- 84e Infanteriedivisie
- 85e Infanteriedivisie
- 89e Infanteriedivisie
- 91e Infanteriedivisie
- 92e Infanteriedivisie

#### 26e Welle
De 26e Aufstellungswelle, in april 1944, bracht vier schaduwdivisies voort:
- Schattendivisie Böhmen
- Schattendivisie Neuhammer
- Schattendivisie Ostpreußen
- Schattendivisie Wildflecken

#### 27e Welle
De 27e Aufstellungswelle, in juni 1944, was de eerste Welle die werd opgeworpen na de landingen in Normandië. Het waren niet gemotoriseerde divisies, voor inzet in Frankrijk en Italië.
De Welle bestond uit vijf infanteriedivisies: 
- 59e Infanteriedivisie
- 64e Infanteriedivisie
- 226e Infanteriedivisie
- 232e Infanteriedivisie
- 237e Infanteriedivisie

#### 28e Welle
De 28e Aufstellungswelle, opgericht in juli 1944, was de derde Welle van Schattendivisies. Het bestond uit vier divisies: 
- Schattendivisie Jütland
- Schattendivisie Schlesien
- Schattendivisie Münsingen
- Schattendivisie Grafenwöhr

#### 29e Welle
De 29e Aufstellungswelle, opgericht in juli 1944, tegelijkertijd met de 28e Welle, was de eerste van twee golven van Volksgrenadierdivisies. Bestaande uit 17 divisies was het de eerste Aufstellungswelle die tien of meer divisies oprichtte sinds de 15e Welle. Opgericht als Sperr-divisies, snel opgericht en dan naar Reichs-grenzen gestuurd zouden worden, later omgevormd in Grenadierdivisies en vervolgens in Volksgrenadierdivisies.
De 29e Welle bestond uit:
- 541e Grenadierdivisie
- 542e Grenadierdivisie
- 543e Grenadierdivisie
- 544e Grenadierdivisie
- 545e Grenadierdivisie
- 546e grenadierdivisie
- 547e Grenadierdivisie
- 548e Grenadierdivisie
- 549e Grenadierdivisie
- 550e Grenadierdivisie
- 551e Grenadierdivisie
- 552e Grenadierdivisie
- 553e Grenadierdivisie
- 558e Grenadierdivisie
- 559e Grenadierdivisie
- 561e Grenadierdivisie
- 562e Grenadierdivisie

#### 30e Welle
De 30e Aufstellungswelle, opgericht in augustus 1944, heroprichtte verschillende eenheden die deel hadden uitgemaakt van de eerste Wellen en die recent waren ontbonden of vernietigd. De Welle bestond uit zes divisies: 
- 12e Infanteriedivisie
- 16e Infanteriedivisie
- 19e Infanteriedivisie
- 36e Infanteriedivisie
- 560e Infanteriedivisie
- 563e (Volks)grenadierdivisie

#### 31e Welle
De 31e Aufstellungswelle, opgericht in augustus 1944, was de vierde (en voorlaatste) Welle van Schattendivisies. De Welle mobiliseerde vijf infanteriedivisies: 
- Schattendivisie Breslau
- Schattendivisie Döllersheim
- Schattendivisie Groß-Born
- Schattendivisie Mähren
- Schattendivisie Röhn

#### 32e Welle
De 32e Aufstellungswelle, de grootste mobilisatie sinds de eerste Welle en de laatste in 1944, probeerde in augustus grote aantallen Volksduitse dienstplichtigen bijeen te brengen om gaten in de reguliere divisies op te vullen. De dienstplichtigen waren aanvankelijk georganiseerd in Volksgrenadier-divisies, die daarna gewoonlijk werden geabsorbeerd door andere eenheden om verzwakte divisies aan te vullen. 
De 32e Welle bestond uit 25 divisies: 
- 564e Volksgrenadierdivisie
- 565e Volksgrenadierdivisie
- 566e Volksgrenadierdivisie
- 567e Volksgrenadierdivisie
- 568e Volksgrenadierdivisie
- 569e Volksgrenadierdivisie
- 570e Volksgrenadierdivisie
- 571e Volksgrenadierdivisie
- 572e Volksgrenadierdivisie
- 573e Volksgrenadierdivisie
- 574e Volksgrenadierdivisie
- 575e Volksgrenadierdivisie
- 576e Volksgrenadierdivisie
- 577e Volksgrenadierdivisie
- 578e Volksgrenadierdivisie
- 579e Volksgrenadierdivisie
- 580e Volksgrenadierdivisie
- 581e Volksgrenadierdivisie
- 582e Volksgrenadierdivisie
- 583e Volksgrenadierdivisie
- 584e Volksgrenadierdivisie
- 585e Volksgrenadierdivisie
- 586e Volksgrenadierdivisie
- 587e Volksgrenadierdivisie
- 588e Volksgrenadierdivisie

### 1945

#### 33e Welle
De 33e Aufstellungswelle was de eerste van drie Wellen die in 1945 werden gemobiliseerd en werd in januari opgeroepen; verschillende divisies uit eerdere Wellen werden gereactiveerd. 
De 33e Welle bestond uit
- 48e Infanteriedivisie
- 85e Infanteriedivisie
- 189e Infanteriedivisie
- 245e Infanteriedivisie
- 275e Infanteriedivisie
- 361e Infanteriedivisie
- 553e Volksgrenadierdivisie
- 708e Volksgrenadierdivisie
- 716e Infanteriedivisie

#### 34e Welle
De vijfde en laatste Welle van Schattendivisies, de 34e Aufstellungswelle, werd in februari 1945 samengesteld. Deze bestond uit vijf divisies: 
- Schattendivisie Dresden
- Schattendivisie Hamburg
- Schattendivisie Hannover
- Schattendivisie Donau
- Jägerdivisie Alpen

#### 35e Welle
De derde Welle van 1945 en de laatste Welle van de oorlog, de 35e Aufstellungswelle, werd op 29 maart 1945 bevolen. Drie divisies werden opgeroepen vanuit de Reichsführerschulen en nog eens drie vanuit de Reichsarbeidsdienst. Vijf van de divisies ontvingen officieren van opgeheven divisies die actief waren geweest; de zesde, Potsdam, ontving personeel van de 85e Infanteriedivisie. Een zevende divisie (bevolen op 29 april 1945) was gepland uit leden van de RAD, maar werd niet gemobiliseerd. De Ferdinand von Schill-divisie volgde de naamgevingsconventie van de 35e Welle, maar hoorde er formeel niet bij.
De Welle bestond uit zes infanteriedivisies: 
- Infanteriedivisie Potsdam
- Infanteriedivisie Ulrich von Hutten
- Infanteriedivisie Scharnhorst
- Infanteriedivisie Schlageter
- Infanteriedivisie Friedrich Ludwig Jahn
- Infanteriedivisie Theodor Körner

## Personeel en uitrusting
| Personeel           | Divisie 1e Welle | Divisie 2e Welle | Divisie 3e Welle | Divisie 4e Welle | Infanteriedivisie 1944 | Infanteriedivisie 1945 |
| ------------------- | ---------------- | ---------------- | ---------------- | ---------------- | ---------------------- | ---------------------- |
| Officieren          | 518              | 491              | 578              | 491              | 333                    | 352                    |
| Beambten            | 102              | 98               | 94               | 99               | 70                     | 29                     |
| Onderofficieren     | 2.573            | 2.273            | 2.722            | 2.165            | 2.164                  | 1.947                  |
| Soldaten            | 13.667           | 12.411           | 14.507           | 12.264           | 10.205                 | 9.581                  |
| Totaal              | 16.860           | 15.273           | 17.901           | 15.019           | 12.772                 | 11.909                 |
| Selectie uitrusting | Divisie 1e Welle | Divisie 2e Welle | Divisie 3e Welle | Divisie 4e Welle | Infanteriedivisie 1944 | Infanteriedivisie 1945 |
| Pistolen            | 3.681            | 3.801            | 4.640            | 3.639            | 2.013                  | 1.563                  |
| Geweren             | 12.609           | 10.828           | 11.423           | 10.807           | 8.598                  | 7.594                  |
| Machinegeweren      | 535              | 459              | 709              | 457              | 716                    | 536                    |
| Infanteriegeschut   | 26               | 26               | 26               | 20               | 25                     | 35                     |
| Antitankkanonnen    | 75               | 75               | 75               | 75               | 23                     | 11                     |
| Artilleriestukken   | 48               | 48               | 48               | 48               | 43                     | 37                     |
| Motorfietsen        | 530              | 497              | 425              | 529              | 168                    | 138                    |
| Auto's              | 394              | 393              | 330              | 359              | 167                    | 146                    |
| Trucks              | 536              | 509              | 248              | 536              | 370                    | 185                    |
| Paarden             | 5.375            | 4.854            | 6.033            | 4.077            | 3.979                  | 3.979                  |

## Notes
1. ↑  Exclusief 1.455 Hiwis (Hilfswilliger)
2. ↑  Inclusief 698 Hiwis
3. 1 2  Exclusief tien stuks Sturmgeschütz III